# Heiligkreuzsteinach
Heiligkreuzsteinach – miejscowość i gmina w Niemczech, w kraju związkowym Badenia-Wirtembergia, w rejencji Karlsruhe, w regionie Rhein-Neckar, w powiecie Rhein-Neckar, wchodzi w skład związku gmin Schönau. Leży w Odenwaldzie, nad rzeką Steinach, ok. 12 km na północny wschód od Heidelbergu.